# Черепеть (посёлок)
Че́репеть — посёлок (с 1928 до 2005 гг. — посёлок городского типа) в Суворовском районе Тульской области России. 
В рамках административно-территориального устройства является центром Черепетской сельской территории Суворовского района, в рамках организации местного самоуправления является административным центром Северо-Западного сельского поселения.

## География
Расположен на берегу реки Черепеть, в 82 км к западу от центра города Тулы и в 8 км к западу от райцентра города Суворов. 
Железнодорожная станция 81 км на линии Тула — Козельск.

## Население
| 1939  | 1959  | 1970  | 1979  | 1989  | 2002  | 2007  |
| ----- | ----- | ----- | ----- | ----- | ----- | ----- |
| 2163  | ↗2639 | ↗2650 | ↘2543 | ↘2519 | ↘2130 | ↘1505 |
| 2010  |       |       |       |       |       |       |
| ↘1316 |       |       |       |       |       |       |

Население — 1316 чел. (2010).

## История
Черепеть возникла в середине XVIII века как посёлок при Черепецком чугунолитейном заводе. В 1928 году Черепеть получила статус посёлка городского типа (рабочего посёлка). 
С 1929 по  1941 год была центром Черепетского района. В 2005 году преобразована в сельский населённый пункт (посёлок), став центром Черепетской сельской территории и Черепетского сельского поселения. После упразднения последнего в 2013 году стала административным центром объединённого  Северо-Западного сельского поселения.

## Промышленность
Основными промышленными предприятиями Черепети являются:
- завод минеральных вод «Демидовский» (ООО); выпускает бутилированную минеральную и питьевую воду, а также газированные безалкогольные напитки под торговой маркой «Пью»[11];
- пищекомбинат «Лужковский Плюс».

## Социально-бытовая сфера
В посёлке имеются дом культуры, библиотека, школа, амбулатория и 3 фельдшерско-акушерских пункта.

## Известные уроженцы
- Ремизов, Николай Николаевич (1923—1979) — полный кавалер ордена Славы[13].
- Гречишников Павел Иванович (1912—?) — самый известный огнемётчик РККА времен Великой Отечественной войны. За свою храбрость и умение награждён орденами: "Отечественной войны" 1-й степени и "Красной Звезды". В боях лично уничтожил гарнизоны двух укреплённых домов (в 3 и 4 этажа), 3 подвала, 4 пулемётные точки вместе с расчётами - всего до 30 солдат противника. Фотографии Гречишникова с огнемётом в руках самые распространенные в сети.